# Cordélia
Cordélia é o satélite natural mais interno de Urano. Foi descoberto a partir de imagens tiradas pela sonda Voyager 2 em 20 de janeiro de 1986, recebendo a designação provisória S/1986 U 7. Não foi detectado novamente até que o Telescópio Espacial Hubble observou-o em 1997. O nome Cordélia é uma homenagem a um personagem da obra de William Shakespeare King Lear. Cordélia também é conhecido como Urano VI.
Pouco se sabe sobre Cordélia além de sua órbita, raio de 20 km e albedo geométrico de 0,08. Nas imagens da Voyager 2 Cordélia aparece como um objeto alongado com seu eixo maior apontando em direção a Urano. A razão dos eixos de Cordélia é de 0,7 ± 0,2.
Cordélia atua como satélite pastor do anel Epsilon de Urano. Cordélia possui um período orbital menor que o período de rotação de Urano, portanto está lentamente decaindo devido à desaceleração de marés.
Cordélia está próxima de uma ressonância orbital 5:3 com Rosalinda.